# Jambangan (Bawang)
Jambangan is een bestuurslaag in het regentschap Batang van de provincie Midden-Java, Indonesië. Jambangan telt 2987 inwoners (volkstelling 2010).